# Фірзен
Фі́рзен (нім. Viersen) — місто у Німеччині, столиця району Фірзен, що розташований на землі Північний Рейн — Вестфалія. Фірзен підпорядковується адміністративному округу Дюссельдорф. Населення становить 75475 чоловік (на 31 грудня 2009 року). Займає площу 91,07 км². Офіційний код — 05 1 66 032. Телефонний код — 0 21 62. Автомобільний код — VIE. Висота центра міста над рівнем моря становить приблизно 40 м. Місто поділяється на 4 міських райони.

## Географія
Фірзен розташований приблизно за 8 км на північний захід від м. Менхенгладбах, за 15 км на північний захід від м. Крефельд і за 20 км на схід від м. Венло (Нідерланди).

### Поділ міста
Місто Фірзен складається з трьох (раніше незалежних) міст: Süchteln, Dülken і Viersen, які об'єдналися в 1970 році, і одного (колишнього) села Boisheim, яке об'єдналося з Фірзеном у 1968 році.

## Економіка
Компанії «Mars, Incorporated» (шоколад) і «Kaiser's Tengelmann AG» (супермаркети) розташовані в одному з промислових районів Фірзена, що називається Dülken-Mackenstein.

## Культура

### Регулярні події

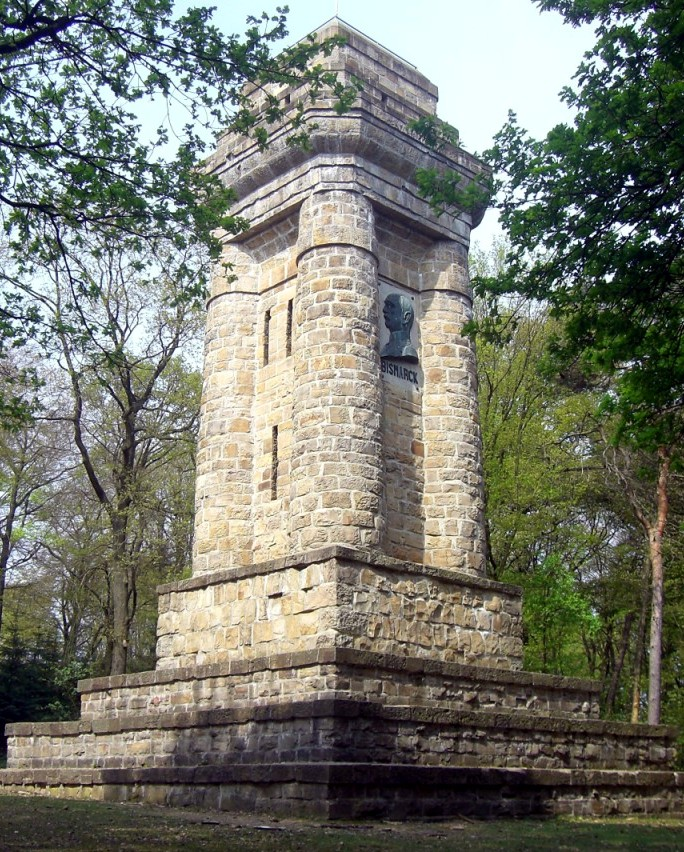
Башта Бісмарка (Фірзен)

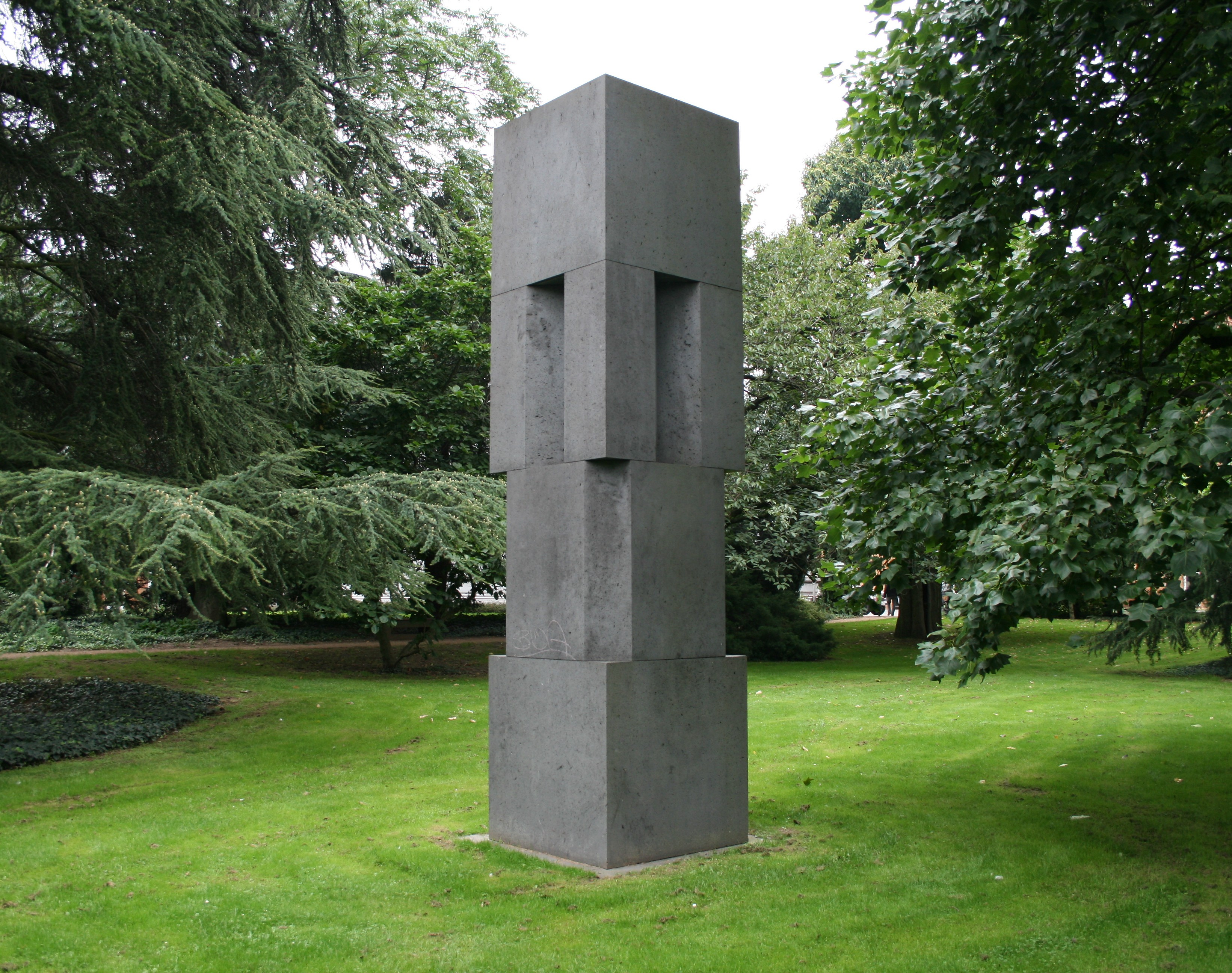
Фірзенська колекція скульптур
Erwin Heerich: Монумент

- Міжнародний джазовий фестиваль у Фірзенському фестивальному залі (Festhalle). (Вересень)
- Чемпіонат світу з карамболь, що відбувається у Фірзенському фестивальному залі (Festhalle). (Березень)
- Великі карнавальні паради проходять в усіх трьох частинах міста. Один проходить у місцевому районі Dülken і є одним з найбільших і традиційних парадів в землі Північний Рейн — Вестфалія. (Лютий)
- «Schöppenmarkt» в Dülken (тип блошиного/небажаного ринку), що відбувається наступного дня після останнього карнавального параду є одним з найбільших в Німеччині. (Лютий)
- Великий безкоштовний блошиний ринок в пішохідній зоні Фірзена, де дозволяється продавати тільки дітям. Це найбільший ринок такого типу в Німеччині. (Літо)
- «Viersen blüht» (Фірзен цвіте) — добровільна ініціатива, проявом якої є встановлення механізмів і скульптур з квітів по всій пішохідній зоні міста. (Літо)
- Міжнародна зустріч байкерів, яка організована місцевим байкер-клубом «MC Viersen 1980 e.V. [Архівовано 19 липня 2011 у Wayback Machine.]». (Кінець другого тижня кожного вересня)
- Фірзенський джазовий фестиваль. (Кінець четвертого тижня кожного вересня)
- Великий фестиваль повітряних зміїв. (Осінь)
- Eier & Speck Festival («Фестиваль яєць і бекону») заснований в 2006 році співаком (Christoph Tappeser) з місцевої групи «Ranzig» і проводиться з 2006 року щороку влітку на лісистих територіях, що називаються «Hoher Busch». Склад фестивалю на 2008 рік був представлений реп-метал гуртом «Clawfinger» (Швеція), гуртом «Knorkator» (Берлін), поп-гуртом «The Shanes», гуртом «Blue Babies», гуртом «Custard Pies» та ін. 3000 глядачів прийшло в 2008 році, а квитки в себе включали концертні покази, кемпінг та сніданок. (Липень або серпень)

## Головні визначні пам'ятки
- Краєзнавчий музей
- Фірзенська колекція скульптур
- Фірзенська башта Бісмарка
- Фірзенський фестивальний зал (Festhalle Viersen)

## Транспорт
Фірзен пов'язаний з районом густою автобусною мережею і залізничним вокзалом. До вокзалу підводяться різні місцеві і регіональні залізничні лінії.

## Відомі особистості
У місті народився:
- Тіль Бреннер (* 1971) — німецький джазовий музикант, аранжувальник, продюсер.